# 宋礼成
宋礼成（1937年7月—），中国有机化学家。南开大学化学系教授。

## 生平
生于山东济南，籍贯山东济南。1962年毕业于南开大学化学系，1979－1981年在美国麻理工学院任访问学者。2007年当选为中国科学院院士。